# قمرالی
قمرالی، روستایی در دهستان چله بخش مرکزی شهرستان گیلانغرب در استان کرمانشاه ایران است. این روستا، مرکز دهستان چله است.

## جمعیت
بر پایه سرشماری عمومی نفوس و مسکن در سال ۱۳۹۵، جمعیت این روستا برابر با ۵۳۸ نفر (۱۷۸ خانوار) بوده است.